# Parablennius gattorugine
Blennie gattorugine, Cabot, Baveuse, Grande baveuse
Espèce
Statut de conservation UICN

 LC  : Préoccupation mineure

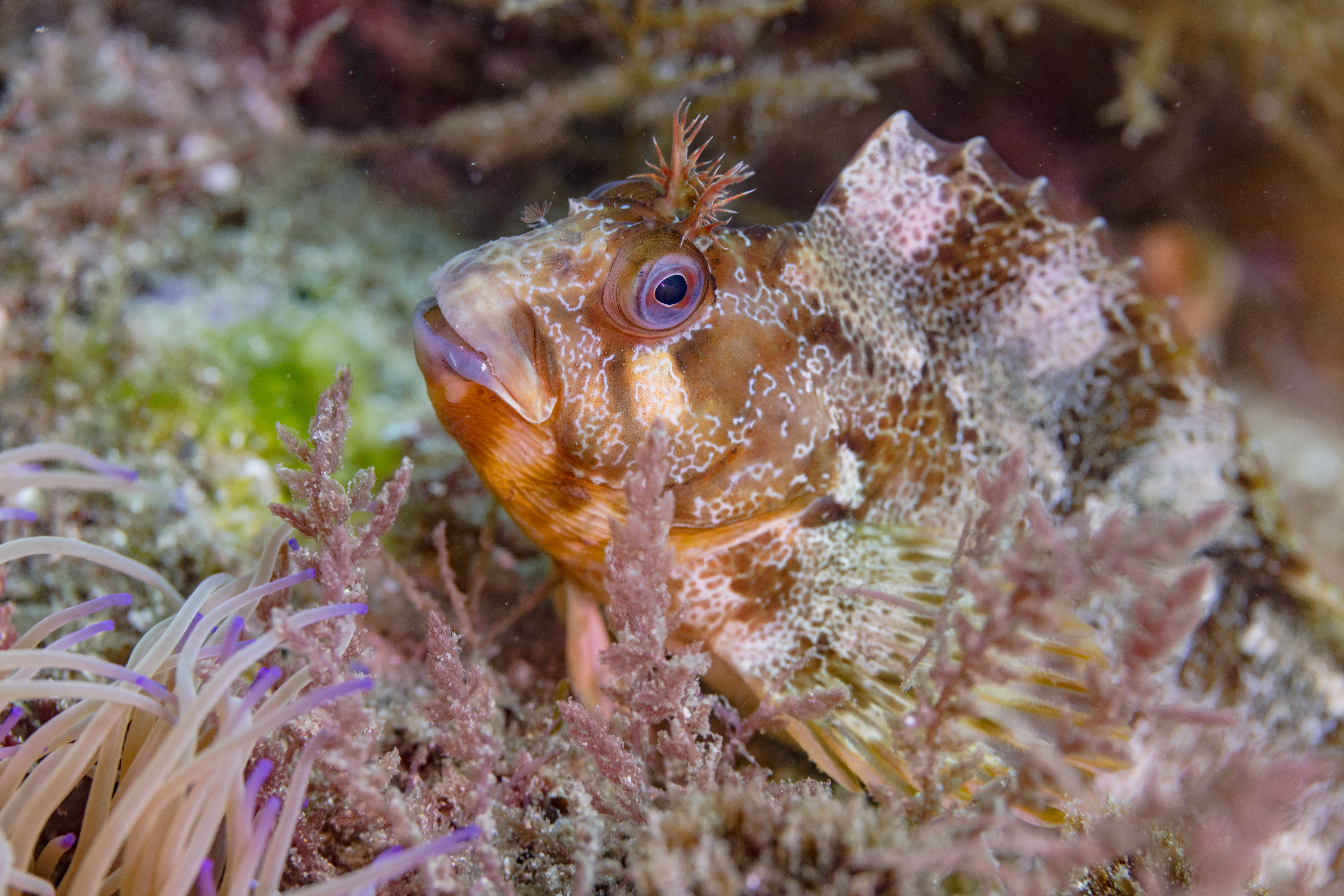
Parablennius gattorugine dans le parc naturel de l'Arrábida, Portugal. Juillet 2022.

Parablennius gattorugine  est une espèce de poissons osseux de la famille des Blenniidae. Cette espèce est communément appelée Blennie gattorugine, Cabot, Baveuse ou encore Grande baveuse.

## Taxonomie
L'espèce Parablennius gattorugine a été décrite pour la première fois en 1758 par le naturaliste suédois Carl von Linné (1707-1778) sous le protonyme Blennius gattorugine.

## Distribution, habitat
Cette espèce se rencontre dans l'Atlantique nord-est, depuis les côtes de l'Irlande jusqu'à celles du Maroc, en Méditerranée et dans la mer de Marmara. Elle affectionne particulièrement les rochers couverts d'algues des petits fonds.

## Morphologie
Sa taille moyenne est de 17,5 cm mais peut atteindre 30 cm. Poisson curieux, peu farouche et très territorial, on le reconnaît facilement grâce à ses yeux rouges et à ses tentacules buissonneux placés au-dessus.

## Reproduction
La ponte est déposée au printemps dans une fissure est gardée par le mâle qui prendra soin d'assurer une bonne oxygénation des œufs en les ventilant à l'aide de ses nageoires. Les larves éclosent après un mois.

## Parasites

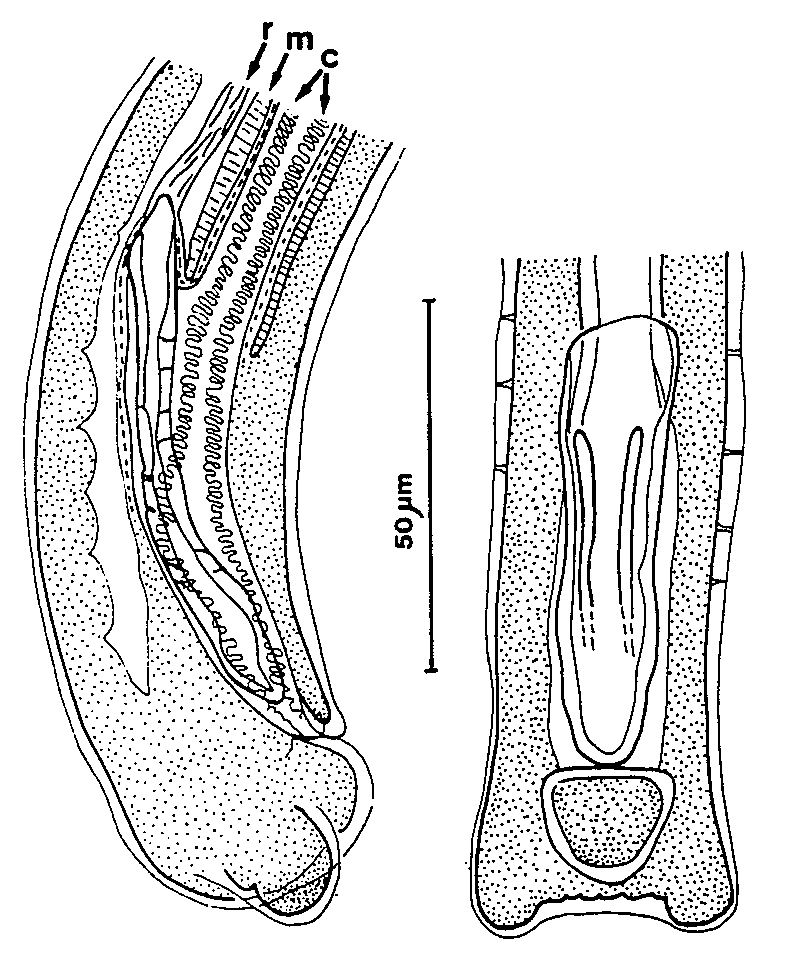
Pseudocapillaria bainae, parasite intestinal de Parablennius gattorugine. Extrémité caudale du mâle.

Comme tous les poissons, Parablennius gattorugine héberge plusieurs espèces de parasites, parmi lesquels le nématode de la famille des Capillariidae Pseudocapillaria bainae. Ce parasite a été trouvé dans l'intestin de spécimens pêchés en Italie et au Monténégro. Sa biologie est inconnue.

## Étymologie
L'épithète spécifique pourrait dériver du nom local de gatto rusola ou gotto rosula employé pour les blennies dans l'Adriatique, et serait un diminutif de gotto roso (gutturosus), qui fait référence à l'épaisseur de sa gorge.